# Leptoiulus sarajevensis
Leptoiulus sarajevensis är en mångfotingart som först beskrevs av Karl Wilhelm Verhoeff 1898.  Leptoiulus sarajevensis ingår i släktet Leptoiulus och familjen kejsardubbelfotingar. Inga underarter finns listade i Catalogue of Life.